# Nunzio Federigo Faraglia
Nunzio Federigo Faraglia (Pescocostanzo, 31 luglio 1841 – Sulmona, 9 febbraio 1920) è stato un abate, storico e filologo italiano.

## Biografia
Ha studiato presso l'Abbazia di Montecassino, dove ha avuto tra i suoi maestri Luigi Tosti. È poi entrato nel Grande Archivio di Stato di Napoli, di cui è stato responsabile, distinguendosi per la sua attività di archivista e paleografo e per importanti studi compiuti, in particolare, sulla storia del Regno di Napoli e sull'Abruzzo in età medievale.
I suoi lavori erano intessuti di rigore filologico e caratterizzati da un'indagine, sia in chiave storico-economica che storico-sociale, che non escludeva anche un'analisi corografica, come nel caso del Saggio di corografia abruzzese medioevale, nel quale individua, a seconda delle diverse epoche, i confini dei gastaldati, delle contee e delle diocesi abruzzesi, soffermandosi anche sulla controversa origine del nome territoriale Aprutium. A lui si deve, in particolare, il ritrovamento, la raccolta e la pubblicazione del Codice diplomatico sulmonese.
Tuttavia, si è imposto all'attenzione della storiografia e dell'erudizione meridionale anche per altri importanti studi, frequentemente citati, quali quelli su Ettore Fieramosca e la disfida di Barletta, sulla storia dei prezzi a Napoli (1131-1860), così come sulla storia dei comuni dell'Italia meridionale (1100-1806). Quest'ultima ricerca è stata premiata dall'Accademia Pontaniana, che ne ha deliberato la pubblicazione. La giuria era nell'occasione presieduta dallo storico Bartolommeo Capasso, del quale proprio l'erudito abruzzese terrà la commemorazione nella tornata del 14 agosto 1900 della stessa Accademia.
Zio materno di Giuseppe Capograssi, Nunzio Faraglia fu amico di Benedetto Croce, condividendo con lui gli impegni di ricerca confluiti in numerosi saggi pubblicati sui periodici  Napoli nobilissima ed Archivio storico per le provincie napoletane.

## Opere principali
- Storia dei prezzi in Napoli dal 1131 al 1860, Napoli, Tipografia Nobile, 1878.
- Il bilancio municipale del 1614 e gli antichi statuti del reggimento della città di Sulmona, Napoli, Tipografia Nobile, 1879.
- Le memorie degli artisti napoletani pubblicate da Bernardo De Dominici. Studio critico, Napoli, Tipografia Giannini, 1882.
- Il Comune nell'Italia meridionale: 1100-1806. Studio storico, Napoli, Tipografia della Regia Università, 1883.
- Ettore e la casa Fieramosca. Con appendice e documenti sui cavalieri della disfida di Barletta, Napoli, Morano, 1883.
- Delle credenze religiose dei greci e dei latini. Manuale di mitologia, Napoli, Morano, 1884.
- Fabio Colonna, linceo Napoletano, Napoli, Tipografia Giannini, 1885.
- La disfida di Barletta. Racconto storico, Firenze, Barbera, 1886.
- Barbato di Sulmona e gli uomini di lettere della corte di Roberto d'Angiò, Firenze, Tipografia Cellini, 1889.
- Saggio di corografia abruzzese medioevale, Napoli, Tipografia Giannini, 1892.
- I miei studii storici delle cose abruzzesi, Lanciano, Carabba, 1893.
- Studii intorno al regno di Giovanna seconda d'Angiò, Napoli, Tipografia della Regia Università, 1896.
- La numerazione dei fuochi nelle terre della Valle del Sangro fatta nel 1447, Casalbordino, Tipografia De Arcangelis, 1898.
- Relazione intorno all'Archivio della dogana delle pecore di Puglia, Napoli, Stabilimento Tessitore, 1903.
- Storia della regina Giovanna seconda d'Angiò, Lanciano, Carabba, 1904.
- Storia delle lotte tra Alfonso quinto d'Angiò e Renato d'Angiò, Lanciano, Carabba, 1908.
- La chiesa di Santa Maria della Tomba in Sulmona, Sulmona, Tipografia Angeletti, 1908.
- La chiesa primitiva e il monastero di S. Bernardino nell'Aquila. Memorie francescane, Trani, Tipografia Vecchi, 1912.

## Curatele
- Codice diplomatico sulmonese raccolto da Nunzio Federigo Faraglia, Lanciano, Carabba, 1888.
- Ettore Pignatelli, Diurnali detti del duca di Monteleone nella primitiva lezione da un testo a penna, posseduto dalla Società napoletana di storia patria, pubblicati a cura di Nunzio Federico Faraglia, Napoli, Giannini, 1895.